# Carreta típica de Costa Rica
La tradición del boyeo y la carreta típica de Costa Rica es un rasgo cultural costarricense que consiste en la decoración artesanal de carretas con distintos dibujos de llamativos colores, cada una con diseños únicos que pueden ser figuras geométricas, líneas, curvas, flores, animales o paisajes. La carreta típica es un elemento fuertemente arraigado a la identidad nacional del país, es símbolo nacional de Costa Rica desde 1989, y la tradición de pintarla fue declarada Patrimonio Cultural de la humanidad  por la UNESCO en el año 1995.